# Kurt Ludewig
Kurt Ludewig (* 6 de diciembre de 1942 en Valparaíso, Chile) es un psicólogo y psicoterapeuta sistémico germano-chileno. Hizo una contribución significativa a la teoría y difusión de la terapia sistémica en el área de habla alemana.
Ludewig introdujo en la teoría clínica de la terapia sistémica el concepto de membresía y es el inventor del Tablero Familiar, que hace visibles las relaciones familiares y otras relaciones sociales con la ayuda de figuras de madera. Desarrolló una teoría clínica completa y coherente de la terapia sistémica recurriendo en particular a los conceptos del neurobiólogo Humberto Maturana y del sociólogo Niklas Luhmann .
Kurt Ludewig estudió primero algunos semestres de medicina y derecho en Chile. En 1963 se trasladó a Estados Unidos y en 1965 a Alemania, donde estudió psicología en la Universidad de Hamburgo desde 1966 y se licenció en 1971 con el título de sicólogo diplomado. En 1978 se doctoró (PhD) con Peter R. Hofstätter, también en Hamburgo, con una tesis sobre patrones de comportamiento interpersonal y psicopatología . De 1974 a 1992 fue psicólogo clínico y docente en el Departamento de Psiquiatría Infanto-Juvenil de la Universidad de Hamburgo y de 1992 a 2004 fue psicólogo jefe de la Clínica de Psiquiatría y Psicoterapia de Niños y Adolescentes de la Universidad de Münster.
Kurt Ludewig es cofundador del Instituto de Estudios Sistémicos de Hamburgo y fue miembro de su directorio de 1984 a 1996.; en 2007 fue nombrado miembro honorario de este instituto. De 1993 a 1999 fue cofundador y el primer presidente de la Sociedad Sistémica Alemana (Systemische Gesellschaft), de 2001 a 2005 fur miembro del directorio de la Asociación Europea de Terapia Familiar EFTA . En 1996 fundó la Sociedad Alemana de Sistemas Complejos y de Dinámica No Lineal y en 1997 fue cofundador del Instituto Westfaliano de Terapia Sistémica en Münster.
Siendo uno de los pioneros de la Terapia Sistémica en el ámbito germano parlante y europeo en general, publicó en 1992 el primer libro básico de esta disciplina Systemische Therapie que ha sido traducido a varios idiomas; en castellano fue publicado en 1996 en Barcelona como Terapia Sistémica. Bases de teoría y práctica clínicas.
- Datos: Q1793820